# VdB Bundesbankgewerkschaft
Die VdB Bundesbankgewerkschaft ist eine Gewerkschaft im dbb – beamtenbund und tarifunion.
Sie vertritt die Interessen der Beschäftigten der Deutschen Bundesbank. Bundesvorsitzender ist Lutz Supplitt.

## Organisation
Die VdB Bundesbankgewerkschaft ist in 10 Mitgliedsgewerkschaften untergliedert:
- VdB Bundesbankgewerkschaft Bremen, Niedersachsen, Sachsen-Anhalt
- VdB Bundesbankgewerkschaft Baden-Württemberg
- VdB Bundesbankgewerkschaft Bayern
- VdB Bundesbankgewerkschaft Nordrhein-Westfalen e. V.
- VdB Bundesbankgewerkschaft Rheinland-Pfalz/Saarland
- VdB Bundesbankgewerkschaft Berlin und Brandenburg e. V.
- VdB Bundesbankgewerkschaft Hamburg, Mecklenburg-Vorpommern und Schleswig-Holstein e. V.
- VdB Bundesbankgewerkschaft Frankfurt e. V.
- VdB Bundesbankgewerkschaft Hessen
- VdB Bundesbankgewerkschaft Sachsen und Thüringen e. V.